# Hello Monster
Hello Monster aussi connu sous le titre I Remember You (en coréen : 너를 기억해) est un drama sud-coréen scénarisé par Kwon Ki-young. Diffusé du 22 juin au 11 août 2015 sur KBS2, il met en scène Seo In-guk, Jang Na-ra, Choi Won-young et Park Bo-gum.

## Synopsis
Profileur, Lee Hyun est un jeune surdoué froid, déterminé et cinglant. Employé par le FBI, il retourne précipitamment en Corée du Sud lorsqu'une affaire éveille en lui de vieux souvenirs qu'il pensait perdu à jamais.
Hyun saisit ainsi l'opportunité de faire la lumière sur le drame survenu il y a vingt ans : le meurtre de son père Joong-min et la disparition de son jeune frère Min, orchestrés par un dangereux criminel, Lee Joon-young.
Sitôt de retour à Séoul, il se retrouve à faire équipe avec l'inspectrice Cha Ji-an. À son insu, celle-ci enquête sur lui depuis un certain temps et connaît déjà son passé traumatique.
Alors qu'ils mènent l'enquête, Hyun et Ji-an sont entraînés dans un terrible jeu du chat et de la souris initié par un serial killer. Dans cette quête sordide, la perversité du tueur et le besoin viscéral de vérité vont sérieusement éprouver le tandem...

## Distribution

### Personnages principaux
- Seo In-guk : Lee Hyun / David Lee
  - Hong Hyun-taek[1] : Lee Hyun jeune

- Jang Na-ra : Cha Ji-an
  - Park Ji-so : Cha Ji-an jeune

- Choi Won-young : Lee Joon-ho / Lee Joon-young
  - Doh Kyung-soo : Lee Joon-young adolescent

- Park Bo-gum : Jung Sun-ho / Lee Min
  - Hong Eun-taek[1] : Lee Min jeune

Le casting principal
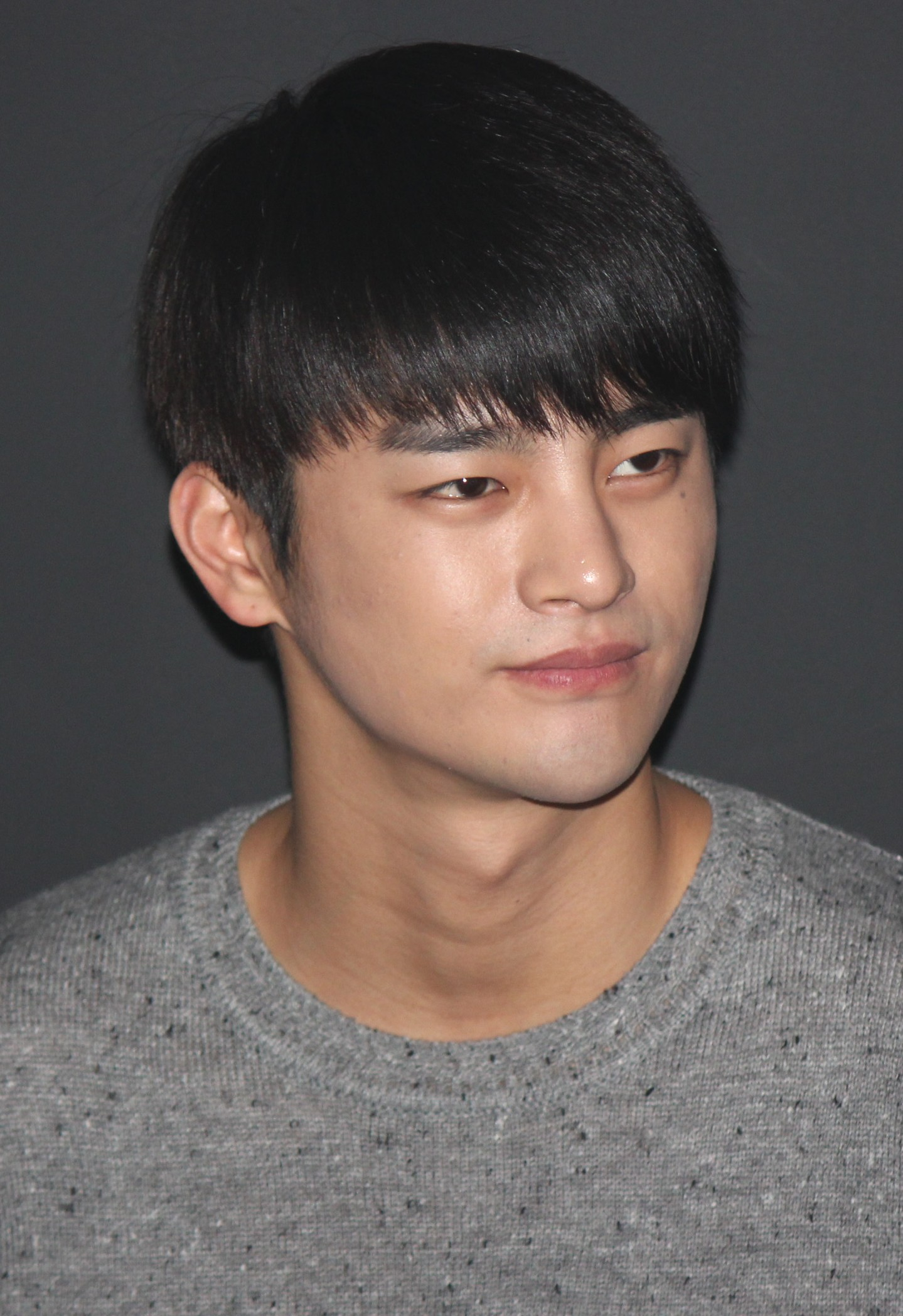
Seo In-guk
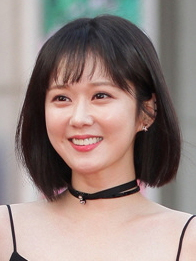
Jang Na-ra
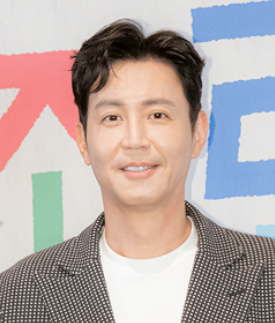
Choi Won-young
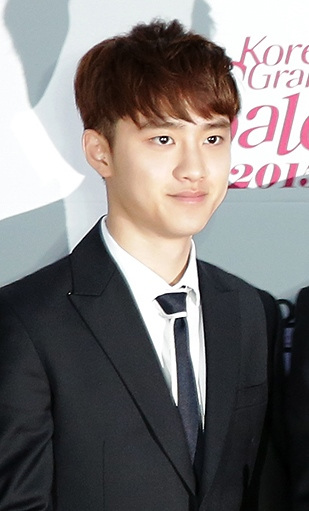
Doh Kyung-soo
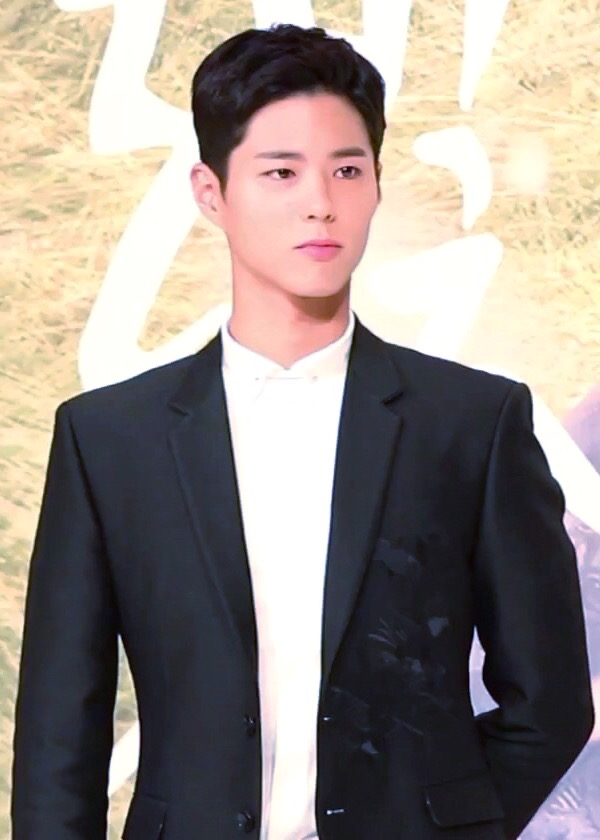
Park Bo-gum

### Personnages secondaires
- Lee Chun-hee : Kang Eun-hyuk

- Min Sung-wook : Son Myung-woo

- Kim Jae-young : Min Seung-joo

- Son Seung-won : Choi Eun-bok

- Im Ji-eun : Hyun Ji-soo

- Nam Kyung-eup : Kang Seok-joo

- Lee Bom : la mère de Joon-ho

### Invités et caméos
- Shin Dong-mi : Yang Eun-jung, la tante de Cha Ji-an
- Jun Kwang-ryul : Lee Joong-min, le père de Hyun et Min

- Tae In-ho : Yang Seung-hoon
- Choi Deok-moon : Na Bong-sung
- Yoo Hyung-kwan : Yang Jin-seok
- Shin Jae-ha : Park Dae-young (épisode 5)
- Kim Jong-gu : Shin Jang-ho
- Kim Kyu-chul : Park Young-chul (épisode 5)
- Seo Young-joo : Lee Jung-ha (épisodes 6 et 7)
- Yoo Se-hyung : Lee Jin-woo
- Ryu Sung-hyun : Lee Han-chul (épisodes 6 et 7)

- Lim Seong-eon : Ji Hyun-sook (épisodes 9 et 10)
- Ko Kyu-pil : Park Soo-yong
- Park Jae-woong : Do Jae-shik (épisode 10)
- Lee El : Kang Sung-eun (épisodes 9 et 10)

## Accueil

### Accueil en Corée du Sud

#### Audiences
Dans ce tableau, les chiffres bleus représentent les audiences les plus basses et les chiffres rouges représentent les audiences les plus hautes.
| Episode | Date de diffusion originale | Audiences | Audiences | Audiences   | Audiences   |
| Episode | Date de diffusion originale | TNmS      | TNmS      | AGB Nielsen | AGB Nielsen |
| Episode | Date de diffusion originale | National  | Séoul     | National    | Séoul       |
| ------- | --------------------------- | --------- | --------- | ----------- | ----------- |
| 1       | 22 juin 2015                | 5.6%      | 5.4%      | 4.7%        | 4.7%        |
| 2       | 23 juin 2015                | 5.6%      | 5.8%      | 4.7%        | 4.5%        |
| 3       | 29 juin 2015                | 5.2%      | 5.8%      | 4.7%        | 4.8%        |
| 4       | 30 juin 2015                | 4.9%      | 5.0%      | 4.0%        | 4.1%        |
| 5       | 6 juillet 2015              | 4.6%      | 4.8%      | 4.6%        | 4.8%        |
| 6       | 7 juillet 2015              | 5.4%      | 5.5%      | 4.8%        | 4.9%        |
| 7       | 13 juillet 2015             | 5.0%      | 5.2%      | 4.7%        | 4.5%        |
| 8       | 14 juillet 2015             | 4.2%      | 4.7%      | 4.6%        | 5.0%        |
| 9       | 20 juillet 2015             | 4.5%      | 4.6%      | 4.9%        | 5.1%        |
| 10      | 21 juillet 2015             | 4.6%      | 4.7%      | 5.0%        | 5.0%        |
| 11      | 27 juillet 2015             | 4.7%      | 5.1%      | 4.8%        | 4.9%        |
| 12      | 28 juillet 2015             | 4.6%      | 5.5%      | 5.0%        | 5.2%        |
| 13      | 3 août 2015                 | 4.1%      | 4.1%      | 4.5%        | 4.7%        |
| 14      | 4 août 2015                 | 4.7%      | 4.9%      | 5.3%        | 5.4%        |
| 15      | 10 août 2015                | 4.6%      | 5.0%      | 4.5%        | 4.9%        |
| 16      | 11 août 2015                | 4.3%      | 4.3%      | 5.1%        | 5.3%        |
| Moyenne | Moyenne                     | 4.8%      | 5.0%      | 4.7%        | 4.9%        |

#### Récompenses et nominations
| Année | Cérémonie               | Categorie                                              | Lauréat(e)    | Résultat   |
| ----- | ----------------------- | ------------------------------------------------------ | ------------- | ---------- |
| 2015  | 8ème Korea Drama Awards | Prix d'excellence pour une actrice                     | Jang Na-ra    | Nomination |
| 2015  | 8ème Korea Drama Awards | Prix d'excellence pour un acteur                       | Seo In-guk    | Nomination |
| 2015  | 8ème Korea Drama Awards | Meilleur scénario                                      | Kwon Ki-young | Nomination |
| 2015  | 4ème APAN Star Awards   | Meilleur acteur débutant                               | Park Bo-gum   | Nomination |
| 2015  | 29ème KBS Drama Awards  | Meilleur acteur dans un rôle secondaire                | Park Bo-gum   | Lauréat    |
| 2015  | 29ème KBS Drama Awards  | Prix de la popularité décerné à un acteur              | Park Bo-gum   | Lauréat    |
| 2015  | 29ème KBS Drama Awards  | Prix d'excellence pour un acteur dans une mini-série   | Seo In-guk    | Nomination |
| 2015  | 29ème KBS Drama Awards  | Prix d'excellence pour une actrice dans une mini-série | Jang Na-ra    | Nomination |